# Zmienna (matematyka)
Zmienna – symbol oznaczający wielkość, która może przyjmować rozmaite wartości. Wartości te na ogół należą do pewnego zbioru, który jest określony przez naturę rozważanego problemu. Zbiór ten nazywamy zakresem zmiennej.
Przeciwieństwem zmiennej jest stała – symbol oznaczający wielkość, której wartość nie może się zmieniać – konkretna liczba, wektor, macierz.
W logice zmienna, właściwie symbole zmienne stanowią drugi obok symboli stałych typ znaków charakteryzujących alfabet języka teorii sformalizowanej.
Pojęcie zmiennej jest także fundamentalne w rachunku różniczkowym i całkowym. Zazwyczaj, funkcja {\displaystyle y=f(x)} wiąże dwie zmienne, {\displaystyle y} i {\displaystyle x,} reprezentujące odpowiednio wartość i argument funkcji. Termin „zmienna” pochodzi od faktu, że kiedy argument zmienia się, to wartość również odpowiednio się zmienia.
W informatyce, zmienną określa się nazwę reprezentującą pewną wartość znajdującą się w pamięci komputera.

## Geneza pojęcia
Pod koniec XVI wieku, François Viète wysunął ideę reprezentowania znanych liczb i niewiadomych za pośrednictwem liter, współcześnie nazywanych zmiennymi, i przeprowadzania na nich obliczeń na takich samych zasadach jak na liczbach, by ostateczny wynik otrzymać poprzez proste podstawienie. Viete używał spółgłoski dla znanych wartości, a samogłosek dla niewiadomych.
W 1637 roku, Kartezjusz po raz pierwszy zastosował konwencję używania {\displaystyle x,y,z} dla niewiadomych, a {\displaystyle a,b,c} dla stałych. Nazewnictwo to, w przeciwieństwie do nazewnictwa Viete’a, jest wciąż powszechnie stosowane.
Również w XVII wieku, Isaac Newton i Gottfried Wilhelm Leibnitz niezależnie rozwinęli rachunek różniczkowy i całkowy, który w zasadzie polega na rozważaniu, jak infinitezymalna zmiana zmiennej wielkości powoduje odpowiednią zmianę innej wielkości, która jest funkcją pierwszej zmiennej (wielkości). W XVIII wieku, Leonhard Euler usystematyzował notację rachunku różniczkowego i całkowego, wprowadzając notację {\displaystyle y=f(x)} dla funkcji {\displaystyle f,} jej zmiennej {\displaystyle x} i wartości {\displaystyle y}. Do końca XIX wieku, słowo zmienna było używane praktycznie wyłącznie w kontekście argumentów i wartości funkcji.
W drugiej połowie XIX wieku, Karl Weierstrass zastąpił intuicyjne pojęcie granicy formalną definicją. Dawna intuicja brzmiała: „kiedy zmienna {\displaystyle x} zmienia się i dąży do {\displaystyle x_{0},} to {\displaystyle f(x)} dąży do {\displaystyle g}”. Weierstrass wprowadził precyzyjną definicję nie posługując się pojęciem „zmienności” i „dążenia”: {\displaystyle \forall _{\varepsilon >0}\;\exists _{\delta >0}\;\forall _{x}\;(|x-x_{0}|<\delta \implies |f(x)-g|<\varepsilon )}.
To „statyczne” sformułowanie doprowadziło do współczesnego pojęcia zmiennej, jako symbolu reprezentującego matematyczny obiekt, który albo jest niewiadomy (np. w równaniu), albo może być zastąpiony dowolnym elementem danego zbioru (np. we wzorze).

## Notacja
W matematyce zmienne zazwyczaj zapisuje się używając pojedynczej litery, często również z indeksem dolnym, np. {\displaystyle x_{2}.} Indeks ten może być liczbą, inną zmienną {\displaystyle (x_{i}),} słowem lub jego skrótem ({\displaystyle x_{wej}} lub {\displaystyle x_{wyj}}) czy wyrażeniem matematycznym. Można też spotkać zmienne nazwane używając kilku liter i cyfr.
Według konwencji wprowadzonej przez Kartezjusza w XVII wieku, początkowe litery alfabetu, np. {\displaystyle a,} {\displaystyle b,} {\displaystyle c} używa się do nazwania znanych wartości, współczynników i parametrów, natomiast litery z końca, np. {\displaystyle x,} {\displaystyle y,} {\displaystyle z} oraz t – do określenia niewiadomych i zmiennych w funkcjach.
Dla przykładu, ogólne równanie funkcji kwadratowej można zapisać następująco: {\displaystyle ax^{2}+bx+c,} gdzie {\displaystyle a,} {\displaystyle b} i {\displaystyle c} są współczynnikami (nazywanymi także stałymi, gdyż są funkcjami stałymi), a {\displaystyle x} jest zmienną funkcji.
Poszczególne gałęzie i zastosowania matematyki często mają też własne konwencje co do nazywania zmiennych. Zmienne o podobnych rolach i znaczeniach często są przypisane kolejnym literom alfabetu lub tej samej literze z różnymi indeksami. Przykładowo, trzy osie w trójwymiarowym układzie współrzędnych, są zwyczajowo nazywane {\displaystyle x,} {\displaystyle y,} {\displaystyle z.} W fizyce, nazwy zmiennych głównie zależą od wielkości fizycznej, którą opisują.
Poniżej znajdują się często spotykane konwencje:
| Symbol                                                  | Znaczenie |
| ------------------------------------------------------- | --- |
| {\displaystyle a,b,c,d,\dots }                          | współczynniki wielomianów |
| {\displaystyle a_{0},a_{1},a_{2},\dots }                | alternatywne oznaczenie kiedy ilość współczynników wymagałaby użycia zbyt dużej ilości różnych liter                          |
| {\displaystyle a_{i},u_{i}}                             | {\displaystyle i}-ty wyraz ciągu lub szeregu                                                                                  |
| {\displaystyle f,g,h}                                   | funkcje |
| {\displaystyle i,j,k}                                   | pewne zmienne liczba całkowitych lub indeksy w rodzinie indeksowanej                                                          |
| {\displaystyle n}                                       | stała liczbę całkowitą, na przykład ilość obiektów lub stopień równania                                                       |
| {\displaystyle m,n}                                     | wymiary macierzy |
| {\displaystyle p}                                       | liczbę pierwsza lub prawdopodobieństwo                                                                                        |
| {\displaystyle q}                                       | potęga liczby pierwszej lub pewien iloraz                                                                                     |
| {\displaystyle r}                                       | reszta z dzielenia |
| {\displaystyle t}                                       | czas |
| {\displaystyle x,y,z}                                   | trzy współrzędne kartezjańskie punktu na płaszczyźnie euklidesowej, a także odpowiadające im osiom, kolejne argumenty funkcji |
| {\displaystyle z}                                       | liczba zespolona |
| {\displaystyle \alpha ,\beta ,\gamma ,\theta ,\varphi } | wartości kątów |
| {\displaystyle \varepsilon }                            | dowolnie mała liczba dodatnia, często w kontekście dokładności                                                                |

## Przykłady
- W równaniu {\displaystyle 3x-1=3} symbol {\displaystyle x} jest zmienną. W zależności od sytuacji zmienna ta może przyjmować rozmaite wartości: rzeczywiste, zespolone, wektorowe, funkcyjne.
- We wzorze Newtona opisującym siłę przyciągania {\displaystyle F={\frac {Gm_{1}m_{2}}{r^{2}}}} mamy zmienne {\displaystyle m_{1},} {\displaystyle m_{2}} i {\displaystyle r,} które mogą przyjmować wartości rzeczywiste. Symbolem {\displaystyle G} oznaczono tutaj wielkość stałą.